# История создания двигателей внутреннего сгорания
Тепловые машины (в основном, паровые) с момента появления отличались большими габаритами и это было обусловлено в значительной степени применением внешнего сгорания (требовались котлы, конденсаторы, испарители, теплообменники, тендеры, насосы, водяные резервуары и др.). В то же время основная (функциональная) часть паровой машины (поршень и цилиндр) сравнительно невелика. Поэтому мысль изобретателей всё время возвращалась к возможности совмещения топлива с рабочим телом двигателя, позволившего затем значительно уменьшить габариты интенсифицировать процессы впуска и выпуска рабочего тела. Облегчение двигателей позволило устанавливать их на транспорте, в том числе даже на самолёт. Современные самолёты (кроме небольшого количества на электромоторах) комплектуются исключительно двигателями внутреннего сгорания - реактивными, турбореактивными или поршневыми.
Прогресс в области ДВС тесно увязан с открытием и применением различных топлив, включая синтезированные. Поскольку состав рабочего тела (получающегося сгоранием топливо-воздушной смеси), теплотворная способность, скорость сгорания смеси и параметры цикла (степень сжатия) зависят от применённого топлива, оно и определяет в значительной части массо-габаритные и мощностные показатели таких двигателей. Топливо ДВС определяет устройство последнего и вообще возможность его создания. Первым таким топливом стал светильный газ.

## Первые попытки создания ДВС
Многие ученые и инженеры внесли свой вклад в разработку двигателей внутреннего сгорания.  В 1791 году Джон Барбер изобрел газовую турбину. В 1794 году Томас Мид запатентовал созданный Джоном Барбером газовый двигатель. В том же 1794 году Роберт Стрит запатентовал двигатель внутреннего сгорания на жидком топливе и построил рабочий прототип. В 1807 году французский инженер Нисефор Ньепс запустил экспериментальный твердотопливный двигатель внутреннего сгорания, который использовал в качестве топлива измельченный в порошок пиреолофор. В 1804 году французский изобретатель Франсуа Исаак де Риваз построил первый поршневой двигатель, называемый часто  двигателем де Риваза. Двигатель работал на газообразном водороде, имея элементы конструкции, с тех пор вошедшие в последующие прототипы ДВС: поршневую группу и искровое зажигание. Кривошипно-шатунного механизма в конструкции двигателя ещё не было.

## Газовый двигатель Лебона
В 1799 году французский инженер Филипп Лебон открыл светильный газ и получил патент на использование и способ получения светильного газа путём сухой перегонки древесины или угля. Это открытие имело огромное значение, прежде всего для развития техники освещения. Очень скоро во Франции, а потом и в других странах Европы газовые лампы стали успешно конкурировать с дорогостоящими свечами. Однако светильный газ годился не только для освещения. Изобретатели взялись за конструирование двигателей, способных заменить паровую машину, при этом топливо сгорало бы не в топке, а непосредственно в цилиндре двигателя.
В 1801 году Лебон получил патент на конструкцию газового двигателя. Принцип действия этой машины основывался на известном свойстве открытого им газа: его смесь с воздухом взрывалась при воспламенении с выделением большого количества теплоты. Продукты горения стремительно расширялись, оказывая сильное давление на окружающую среду. Создав соответствующие условия, можно использовать выделяющуюся энергию в интересах человека. В двигателе Лебона были предусмотрены два компрессора и камера смешивания. Один компрессор должен был накачивать в камеру сжатый воздух, а другой — сжатый светильный газ из газогенератора. Газовоздушная смесь поступала потом в рабочий цилиндр, где воспламенялась. Двигатель был двойного действия, то есть попеременно действовавшие рабочие камеры находились по обе стороны поршня. По существу, Лебон вынашивал мысль о двигателе внутреннего сгорания, однако в 1804 году он был убит, не успев воплотить в жизнь своё изобретение.

## Двигатель Ленуара

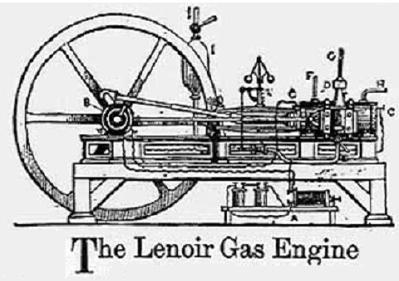
Газовый двигатель Ленуара 1860 года

В последующие годы несколько изобретателей из разных стран пытались создать работоспособный двигатель на светильном газе. Однако все эти попытки не привели к появлению на рынке двигателей, которые могли бы успешно конкурировать с паровой машиной. Честь создания коммерчески успешного двигателя внутреннего сгорания принадлежит бельгийскому механику Жану Этьену Ленуару. Работая на гальваническом заводе, Ленуар пришёл к мысли, что топливовоздушную смесь в газовом двигателе можно воспламенять с помощью электрической искры, и решил построить двигатель на основе этой идеи. Мощность первого практически пригодного двухтактного газового ДВС, сконструированного Ленуаром в 1860 году, составляла 8,8 кВт (11,97 л. с.). Двигатель представлял собой одноцилиндровую горизонтальную машину двойного действия, работавшую на смеси воздуха и светильного газа с электрическим искровым зажиганием от постороннего источника и золотниковым газораспределением. В конструкции двигателя появился кривошипно-шатунный механизм. КПД двигателя не превышал 4,65 %. Несмотря на недостатки, двигатель Ленуара получил некоторое распространение. Использовался как лодочный двигатель.

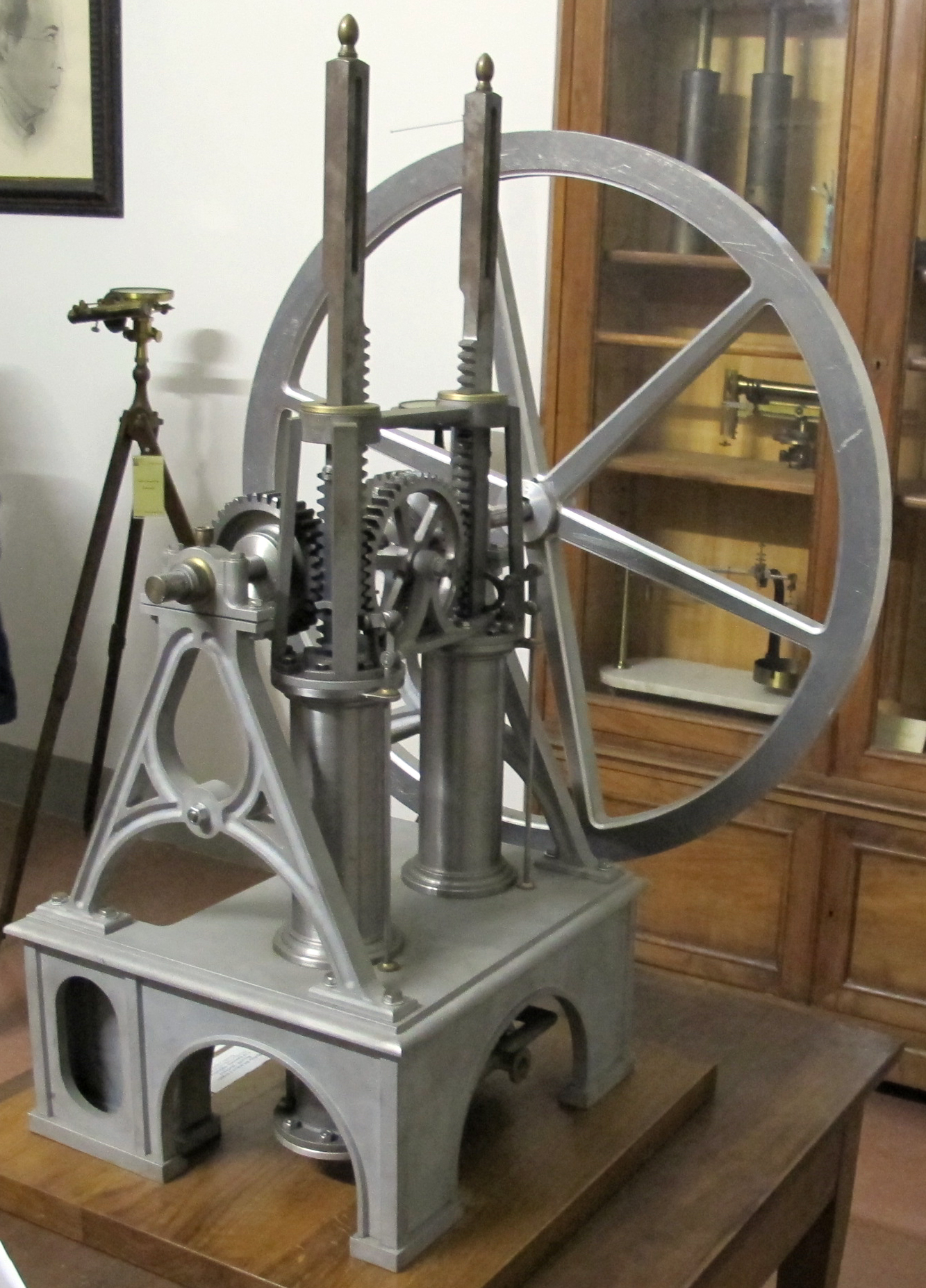
Barsanti-Matteucci (1853)

Ленуар не сразу добился успеха. После того как удалось изготовить все детали и собрать машину, она проработала совсем немного и остановилась, так как из-за нагрева поршень расширился и заклинил в цилиндре. Ленуар усовершенствовал свой двигатель, продумав систему водяного охлаждения. Однако вторая попытка запуска также закончилась неудачей из-за заедания поршня. Ленуар дополнил свою конструкцию системой смазки, только тогда двигатель начал работать. Таким образом, именно Ленуар впервые решил проблемы смазки и охлаждения ДВС. Двигатель Ленуара имел мощность около 12 л.с. с КПД около 3,3%.
К 1874 году было выпущено уже более 300 таких двигателей разной мощности. Разбогатев, Ленуар перестал работать над усовершенствованием своей машины, и это предопределило её судьбу — она была вытеснена с рынка более совершенным двигателем, созданным немецким изобретателем Николаусом Отто.

## Двигатель Отто
Познакомившись с двигателем Ленуара, осенью 1860 году выдающийся немецкий конструктор Николаус Аугуст Отто с братом  построили копию газового двигателя Ленуара и в январе 1861 года подали заявку на патент на двигатель с жидким топливом на основе газового двигателя Ленуара в Министерство коммерции Пруссии, но заявка была отклонена. В 1863 году создал двухтактный атмосферный двигатель внутреннего сгорания. Двигатель имел вертикальное расположение цилиндра, зажигание открытым пламенем и КПД до 15 %. Вытеснил двигатель Ленуара.

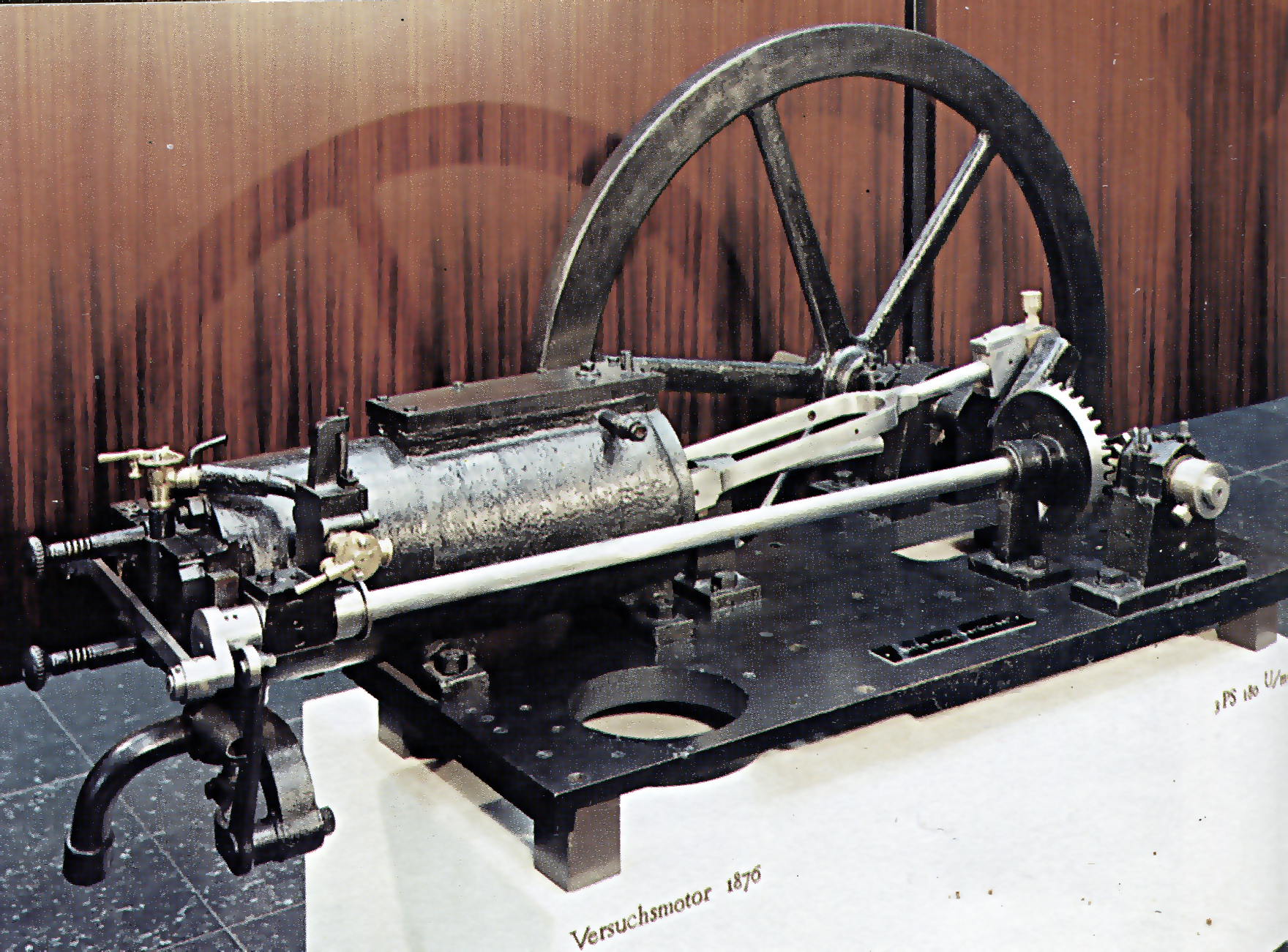
Четырёхтактный двигатель Отто 1876 года

В 1864 году он получил патент на свою модель газового двигателя и в том же году заключил договор с богатым инженером Лангеном для эксплуатации этого изобретения. Вскоре была создана фирма «Отто и Компания». В 1876 году Николаус Аугуст Отто построил более совершенный четырёхтактный газовый двигатель внутреннего сгорания.
На первый взгляд, двигатель Отто представлял собой шаг назад по сравнению с двигателем Ленуара. Цилиндр был вертикальным. Вращаемый вал помещался над цилиндром сбоку. Вдоль оси поршня к нему была прикреплена рейка, связанная с валом. Двигатель работал следующим образом. Вращающийся вал поднимал поршень на 1/10 высоты цилиндра, в результате чего под поршнем образовывалось разрежённое пространство и происходило всасывание смеси воздуха и газа. Затем смесь воспламенялась. Ни Отто, ни Ланген не владели достаточными знаниями в области электротехники и отказались от электрического зажигания. Воспламенение они осуществляли открытым пламенем через трубку. При взрыве давление под поршнем возрастало примерно до 4 атм. Под действием этого давления поршень поднимался, объём газа увеличивался и давление падало. При подъёме поршня специальный механизм отсоединял рейку от вала. Поршень сначала под давлением газа, а потом по инерции поднимался до тех пор, пока под ним не создавалось разрежение. Таким образом, энергия сгоревшего топлива использовалась в двигателе с максимальной полнотой. В этом заключалась главная оригинальная находка Отто. Рабочий ход поршня вниз начинался под действием атмосферного давления, и после того, как давление в цилиндре достигало атмосферного давления , открывался выпускной вентиль, и поршень своей массой вытеснял отработанные газы. Из-за более полного расширения продуктов сгорания КПД этого двигателя был значительно выше, чем КПД двигателя Ленуара и достигал 15 % (до 22%?), то есть превосходил КПД самых лучших паровых машин того времени.
Поскольку двигатели Отто были почти в пять раз экономичнее двигателей Ленуара, они сразу стали пользоваться большим спросом. В последующие годы их было выпущено около пяти тысяч. Отто упорно работал над усовершенствованием их конструкции. Вскоре зубчатую рейку заменила кривошипно-шатунная передача. Но самое существенное из его изобретений было сделано в 1877 году, когда Отто получил патент на новый двигатель с четырёхтактным циклом. Этот цикл по сей день лежит в основе работы большинства газовых и бензиновых двигателей. В следующем году новые двигатели уже были запущены в производство.
Четырёхтактный цикл был самым большим техническим достижением Отто. Но вскоре обнаружилось, что за несколько лет до его изобретения точно такой же принцип работы двигателя был описан французским инженером Бо де Роша. Группа французских промышленников оспорила в суде патент Отто. Суд счёл их доводы убедительными. Права Отто, вытекавшие из его патента, были значительно сокращены, в том числе было аннулировано его монопольное право на четырёхтактный цикл.
Хотя конкуренты наладили выпуск четырёхтактных двигателей, отработанная многолетним производством модель Отто всё равно была лучшей, и спрос на неё не прекращался. К 1897 году было выпущено около 42 тысяч таких двигателей разной мощности. Однако то обстоятельство, что в качестве топлива использовался светильный газ, сильно сужало область применения первых двигателей внутреннего сгорания (невозможность применения на транспорте ввиду громоздкости баллонов и трудностей заправки). Количество светильногазовых заводов было незначительно даже в Европе, а в России их вообще было только два - в Москве и Петербурге.
Поэтому не прекращались поиски нового горючего для двигателя внутреннего сгорания. Некоторые изобретатели пытались применить в качестве газа пары жидкого топлива. Ещё в 1872 году американец Брайтон пытался использовать в этом качестве керосин. Однако керосин плохо испарялся, и Брайтон перешёл к более лёгкому нефтепродукту — бензину. Но для того, чтобы двигатель на жидком топливе мог успешно конкурировать с газовым, необходимо было создать специальное устройство для испарения бензина и получения горючей смеси его с воздухом. Брайтон в том же 1872 году придумал один из первых так называемых «испарительных» карбюраторов, но он действовал неудовлетворительно.

## Бензиновый двигатель
Работоспособный бензиновый двигатель появился только десятью годами позже. Изобретателем его был немецкий инженер Готтлиб Даймлер. Много лет он работал в фирме Отто и был членом её правления. В начале 80-х годов он предложил своему шефу проект компактного бензинового двигателя, который можно было бы использовать на транспорте. Отто отнёсся к предложению Даймлера холодно. Тогда Даймлер вместе со своим другом Вильгельмом Майбахом принял смелое решение — в 1882 году они ушли из фирмы Отто, приобрели небольшую мастерскую близ Штутгарта и начали работать над своим проектом.
Проблема, стоявшая перед Даймлером и Майбахом, была не из лёгких: они решили создать двигатель, который не требовал бы газогенератора, был бы очень лёгким и компактным, но при этом достаточно мощным, чтобы двигать экипаж. Увеличение мощности Даймлер рассчитывал получить за счёт увеличения частоты вращения вала, но для этого необходимо было обеспечить требуемую частоту воспламенения смеси. В 1883 году был создан первый калильный бензиновый двигатель с зажиганием от раскалённой трубочки, вставляемой в цилиндр. Первая модель бензинового двигателя предназначалась для промышленной стационарной установки.
Процесс испарения жидкого топлива в первых бензиновых двигателях оставлял желать лучшего. Поэтому настоящую революцию в двигателестроении произвело изобретение карбюратора. Создателем его считается венгерский инженер Донат Банки. В 1883 году он получил патент на карбюратор с жиклёром, который был прообразом всех современных карбюраторов. В отличие от своих предшественников, Банки предлагал не испарять бензин, а мелко распылять его в воздухе. Это обеспечивало его равномерное распределение по цилиндру, а само испарение происходило уже в цилиндре под действием тепла сжатия. Для обеспечения распыления всасывание бензина происходило потоком воздуха через дозирующий жиклёр, а постоянство состава смеси достигалось за счёт поддержания постоянного уровня бензина в карбюраторе. Жиклёр выполнялся в виде одного или нескольких отверстий в трубке, располагавшейся перпендикулярно потоку воздуха. Для поддержания напора был предусмотрен маленький бачок с поплавком, который поддерживал уровень на заданной высоте, так что количество всасываемого бензина было пропорционально количеству поступающего воздуха.
Первые двигатели внутреннего сгорания были одноцилиндровыми, и, для того, чтобы увеличить мощность двигателя, обычно увеличивали объём цилиндра. Потом этого стали добиваться увеличением числа цилиндров. В конце XIX века появились двухцилиндровые двигатели, а с начала XX столетия стали распространяться четырёхцилиндровые.
В 1884 году Огнеслав Степанович Костович в России построил первый бензиновый карбюраторный двигатель. Двигатель Костовича был оппозитным, с горизонтальным размещением направленных встречно цилиндров. В нём впервые в мире было применено электрическое зажигание. Он был 4-тактным, 8-цилиндровым, с водяным охлаждением. Мощность двигателя составляла 80 л. с. при массе двигателя 240 кг, что существенно превышало показатели двигателя Г. Даймлера, созданного годом позже. Однако, заявку на свой двигатель Костович подал только 14 мая 1888 г., а патент получил в 1892 г., т. е. позже, чем Г. Даймлер и В. Майбах, разрабатывавшие карбюраторный двигатель параллельно и независимо от О. Костовича.

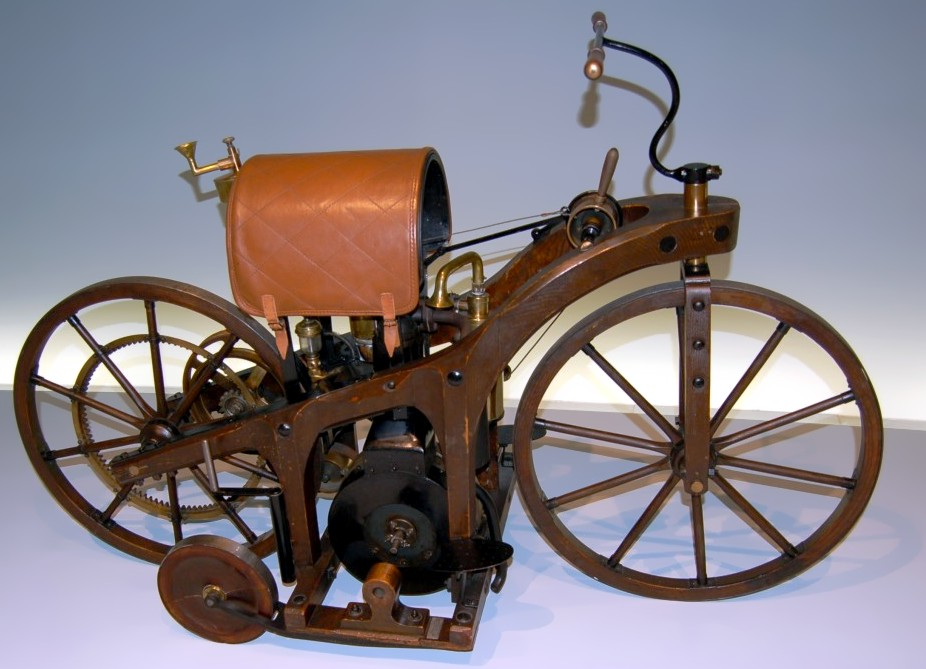
Мотоцикл Даймлера с ДВС 1885 года

В 1885 году немецкие инженеры Готтлиб Даймлер и Вильгельм Майбах разработали лёгкий бензиновый карбюраторный двигатель. Даймлер и Майбах использовали его для создания первого мотоцикла в 1885, а в 1886 году — на первом автомобиле.

## Двигатель Дизеля и Тринклера
Немецкий инженер Рудольф Дизель, опираясь на богатые угольные ресурсы Германии (ввиду отсутствия в последней месторождений нефти) в 1897 предложил двигатель с воспламенением от сжатия, работавший на угольной пыли. Однако, такой двигатель ввиду быстрого абразивного износа поршневой группы, низкой скорости и полноты сгорания угля не получил никакого распространения. Однако, имя Дизеля стало нарицательным для всех моторов с воспламенением от сжатия.
На Путиловском заводе в 1898—1899 Густав Васильевич Тринклер усовершенствовал этот двигатель, использовав бескомпрессорное распыление топлива, что позволило применить в качестве топлива нефть. В результате бескомпрессорный двигатель внутреннего сгорания высокого сжатия с самовоспламенением стал наиболее экономичным стационарным тепловым двигателем. В 1899 на заводе «Людвиг Нобель» построили первый дизель в России и развернули массовое производство дизелей. Этот первый дизель имел мощность 20 л. с., один цилиндр диаметром 260 мм, ход поршня 410 мм и частоту вращения 180 об/мин. В Европе дизельный двигатель, усовершенствованный Густавом Васильевичем Тринклером, получил название «русский дизель», или «Тринклер-мотор». На всемирной выставке в Париже в 1900 двигатель Дизеля получил главный приз. В 1902 Коломенский завод купил у Эммануила Людвиговича Нобеля лицензию на производство дизелей и вскоре наладил массовое производство.
В 1908 году главный инженер Коломенского завода Р. А. Корейво строит и патентует во Франции двухтактный дизель с противоположно-движущимися поршнями и двумя коленвалами. Дизели Корейво стали широко использоваться на теплоходах Коломенского завода. Выпускались они и на заводах Нобелей.
В 1896 году Чарльз В. Харт и Чарльз Парр разработали двухцилиндровый бензиновый двигатель. В 1903 году их фирма построила 15 тракторов. Их шеститонный #3 является старейшим трактором с двигателем внутреннего сгорания в Соединенных Штатах и хранится в Смитсоновском Национальном музее американской истории в Вашингтоне, округ Колумбия. Бензиновый двухцилиндровый двигатель имел совершенно ненадёжную систему зажигания и мощность 30 л. с. на холостом ходу и 18 л. с. под нагрузкой.

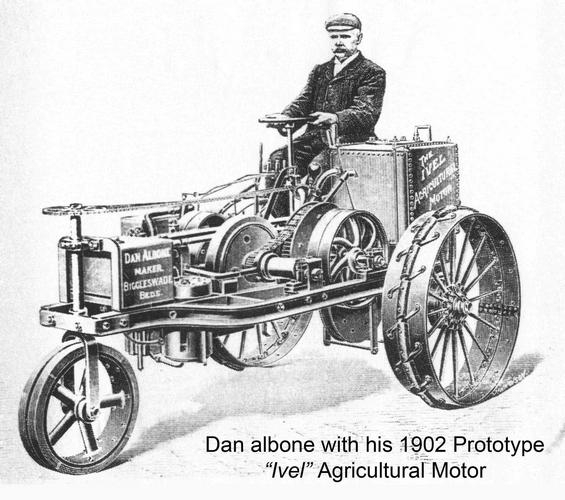
Дэн Элбон с его прототипом сельскохозяйственного трактора Ivel

Первым практически пригодным трактором с двигателем внутреннего сгорания был американский трёхколёсный трактор lvel Дэна Элбона 1902 года. Было построено около 500 таких лёгких и мощных машин.

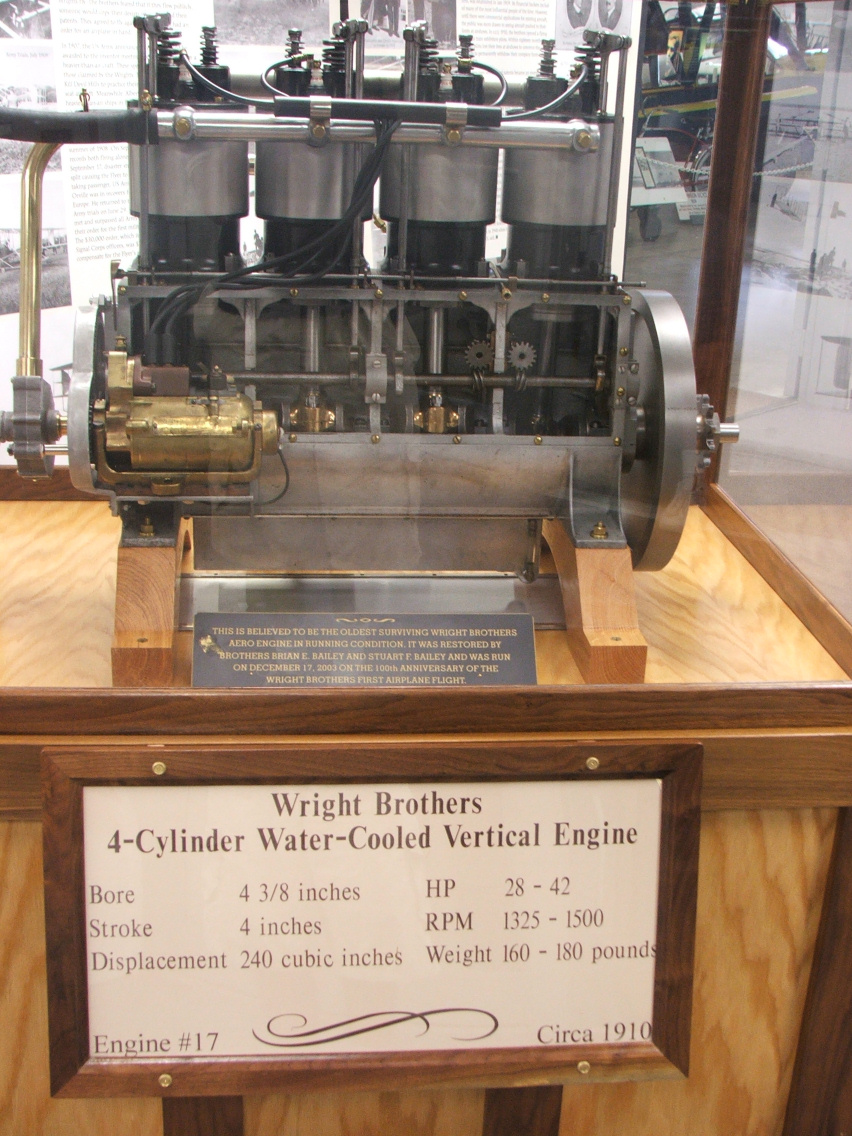
Двигатель, использованный братьями Райт в 1910 году

В 1903 году состоялся полёт первого самолёта братьев Орвила и Уилбура Райт. Двигатель самолёта изготовил механик Чарли Тэйлор. Основные части двигателя сделали из алюминия. Двигатель Райт-Тэйлора был примитивным вариантом бензинового инжекторного двигателя.
На первом в мире теплоходе — нефтеналивной барже «Вандал», построенной в 1903 году в России на Сормовском заводе для «Товарищества Братьев Нобель», были установлены три четырёхтактных двигателя Дизеля мощностью по 120 л. с. каждый. В 1904 году был построен теплоход «Сармат».
В 1924 по проекту Якова Модестовича Гаккеля на Балтийском судостроительном заводе в Ленинграде был создан тепловоз ЮЭ2 (ЩЭЛ1).
Практически одновременно в Германии по заказу СССР был по проекту профессора Ю. В. Ломоносова и по личному указанию Ленина в 1924 году на заводе Эсслинген (бывш. Кесслер) близ Штутгарта построен тепловоз Ээл2 (первоначально Юэ001).

## Реактивные, турбореактивные, газотурбинные, роторные ДВС
Начали широкое техническое развитие только в XX веке, ввиду сложностей технического характера для их конструирования, расчёта и изготовления. Хотя первые реактивные двигатели применяли в ракетах ещё задолго до этого, они имели ограниченное применение (пиротехника, военное дело) и были одноразовыми (разрушались вместе с ракетой). Космонавтика стала возможна лишь благодаря новым, усовершенствованным ДВС (многоступенчатые ракеты с мощными ЖРД).
Турбореактивные двигатели были анонсированы в условиях военных действий в гитлеровской Германии. Первые такие двигатели были установлены на реактивных самолётах, таких как Ме-262, беспилотный самолёт-снаряд Фау-1. Неоценимый вклад в этой области внёс Вернер фон Браун: разработанные им двигатели на новых ракетах Сатурн-5 позволили осуществить лунную программу. Без разработки столь мощных и надёжных ДВС выход за пределы атмосферы до сих пор является невозможным.
Газотурбинные двигатели, также СПГГ и дизель-молоты, имеют широкое распространение в промышленности, строительстве, флоте и военном деле. Начиная с середины XX века они получили широчайшее распространение.
Роторные ДВС одно время представлялись полноценным заменителем поршневых ДВС. Однако, несмотря на все усилия конструкторов фирмы Mazda и последующих, они не смогли уложиться в ужесточающиеся новые экологические нормы. Вместе с этим, осталась проблемой и долговечность таких двигателей, наряду с достаточно большой стоимостью изготовления и ремонта. Поэтому к настоящему времени такие двигатели почти полностью исчезли, их область применения занята поршневыми комбинированными и газотурбинными двигателями.